# Dryworld
Dryworld Industries Inc. es una compañía de ropa y calzado deportivo canadiense con sede en Victoria, Columbia Británica, Canadá. Esta marca se dedica a la fabricación y diseño de material deportivo utilizando tecnología de punta. La empresa realiza pruebas de laboratorio en el Centro de Innovación Deportiva (SPIN), una división del Instituto del Deporte canadiense. El eslogan de la empresa es "Dream. Defy. Deliver."

## Patrocinios
En 2016, se anunció que Dryworld firmó un acuerdo para patrocinar los clubes de fútbol Watford FC, Queens Park Rangers, Fluminense, Goiás y Atlético Mineiro. El club brasileño Santa Cruz también ha anunciado su asociación con Dryworld, aunque esta información aún no se ha confirmado por la empresa. Finalmente, a inicios del 2017, la empresa presentó la quiebra perdiendo así dichos patrocinios.

### Fútbol

#### Jugadores
- Andrew Gray
- Luan

### Boxeo
- Samuel Vargas

### Fútbol Americano
- Rolly Lumbala
- Ronnie Yell